# بیژائم
بیژائم یک روستا در ایران است که در دهستان مود شهرستان سربیشه واقع شده‌است. بیژائم ۱۹۶ نفر جمعیت دارد.